# Wellersburg
Wellersburg es un borough ubicado en el condado de Somerset en el estado estadounidense de Pensilvania. En el año 2000 tenía una población de 176 habitantes y una densidad poblacional de 86.3 personas por km².

## Geografía
Wellersburg se encuentra ubicado en las coordenadas 39°43′51″N 78°51′05″O / 39.73083, -78.85139.

## Demografía
Según la Oficina del Censo en 2000 los ingresos medios por hogar en la localidad eran de $21,111 y los ingresos medios por familia eran $23,750. Los hombres tenían unos ingresos medios de $24,688 frente a los $18,750 para las mujeres. La renta per cápita para la localidad era de $14,495. Alrededor del 5.4% de la población estaba por debajo del umbral de pobreza.